# Stazione di Heathrow Terminal 4
La stazione di Heathrow Terminal 4 è una stazione ferroviaria che serve il Terminal 4 dell'aeroporto intercontinentale di Londra-Heathrow. La stazione è il capolinea del raccordo che si separa della Great Western Main Line presso Hayes & Harlington.

## Storia
La stazione fu aperta il 23 giugno 1998, insieme ai servizi di Heathrow Express. Fino al 2008, la stazione fu il capolinea del servizio dell'Heathrow Express da Paddington, con una sola fermata intermedia a Heathrow Terminals 2 & 3 (chiamata anche Heathrow Central). Nel 2005 fu introdotto il servizio dell'Heathrow Connect, che offriva tariffe più basse a fronte di un tempo di percorrenza più alto e che fermava nelle stazioni lungo il percorso per Paddington. Anche questo servizio faceva capolinea alla stazione del Terminal 4.
Con l'apertura della nuova stazione di Heathrow Terminal 5 nel 2008, tutti i servizi dell'Heathrow Express furono spostati per fare capolinea al Terminal 5 e i servizi per questa stazione furono sostituiti da un servizio navetta fra Heathrow Central e il Terminal 4.
Il 28 maggio 2018 i servizi dell'Heathrow Connect furono rilevati dalla TfL Rail, per diventare parte della Elizabeth Line nel dicembre 2018. Il servizio ora è di 2 treni per ora diretti da Paddington e di 2 treni navetta per Heathrow Central, garantendo in questo modo una frequenza di un treno ogni 15 minuti.
Il 9 maggio 2020, la stazione di Heathrow Terminal 4 è stata chiusa temporaneamente, in coincidenza con la chiusura del Terminal 4 dell'aeroporto per via della Pandemia di COVID-19. La stazione ha riaperto il 14 giugno 2022.
Il servizio per la stazione è passato definitivamente alla gestione della Elizabeth Line il 24 maggio 2022. A partire dal 6 novembre 2022, i treni proseguono oltre Paddington lungo la sezione centrale della linea, fino al capolinea di Abbey Wood.

## Strutture e impianti
Heathrow Terminal 4 è una stazione di testa sotterranea e dispone di due binari tronchi in uso per il servizio viaggiatori.
La stazione si trova nella Travelcard Zone 6.

## Movimento
I servizi sono operati dalla Elizabeth Line.
La frequenza è di 2 treni per ora per Abbey Wood via Paddington e di 2 treni per ora di servizio navetta per Heathrow Terminals 2 & 3.
A partire dal maggio 2023 è previsto l'inizio del servizio per l'altro capolinea orientale della linea Elizabeth, la Stazione di Shenfield.

## Interscambi

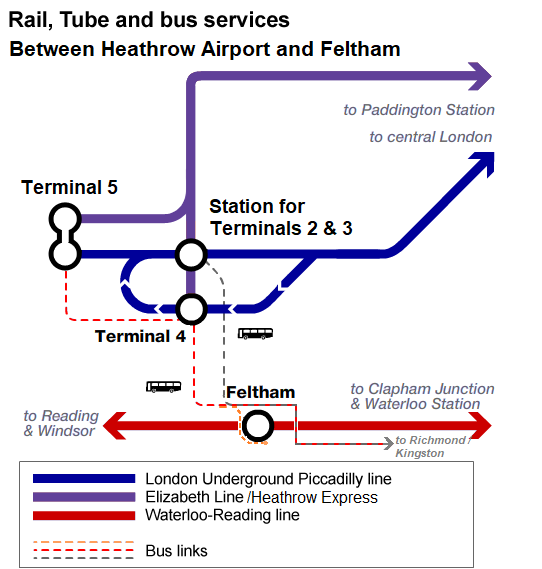
Mappa degli interscambi con le stazioni ferroviarie.

La stazione forma un interscambio con l'adiacente e omonima stazione della metropolitana, servita dalla linea Piccadilly
Nelle vicinanze della stazione, effettuano fermata alcune linee di superficie urbane, gestite da London Buses
- (Heathrow Terminal 4 - Linea Piccadilly);
- Fermata autobus

## Galleria d'immagini

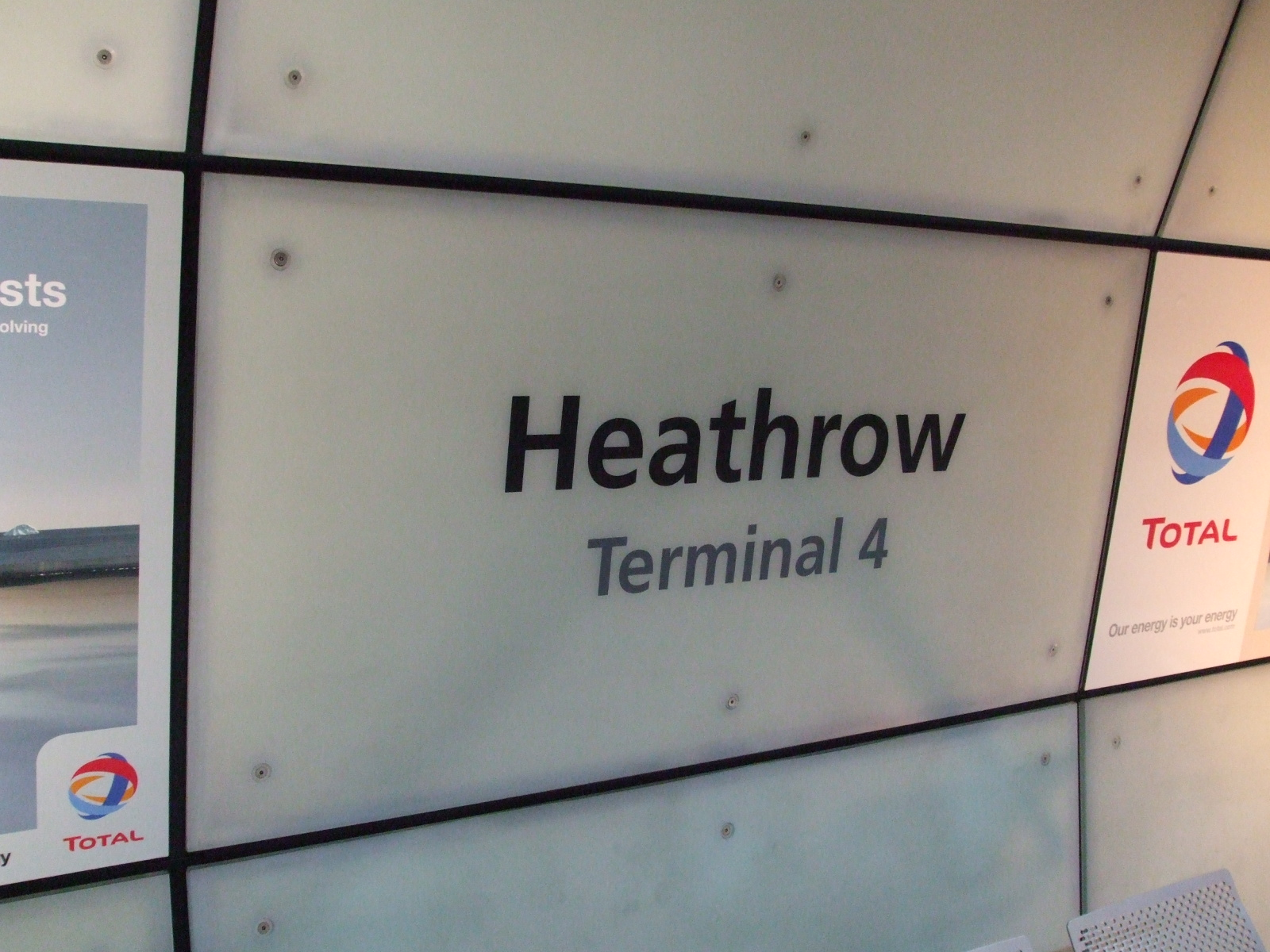
Insegna della stazione
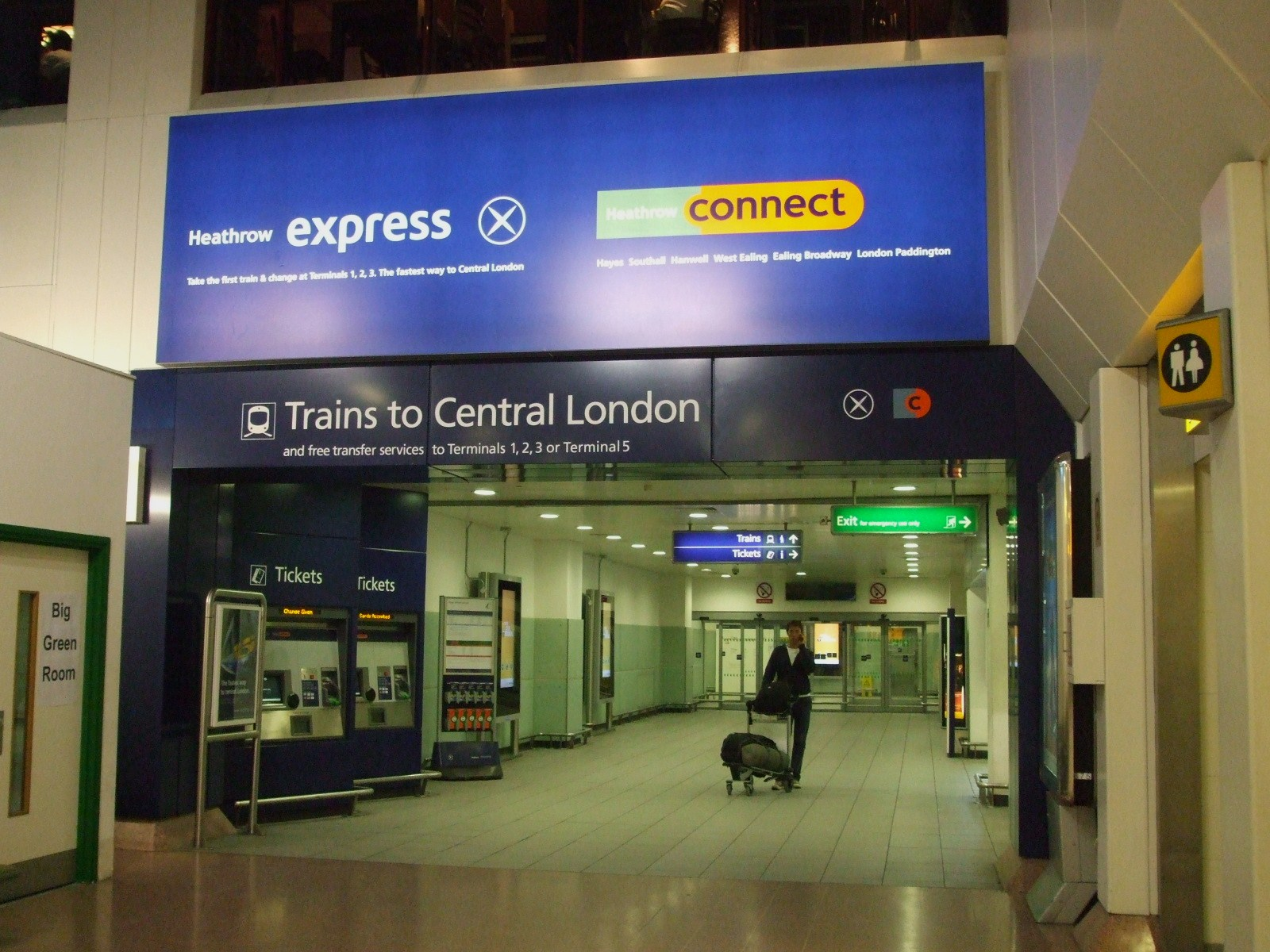
Ingresso alla stazione dal terminal
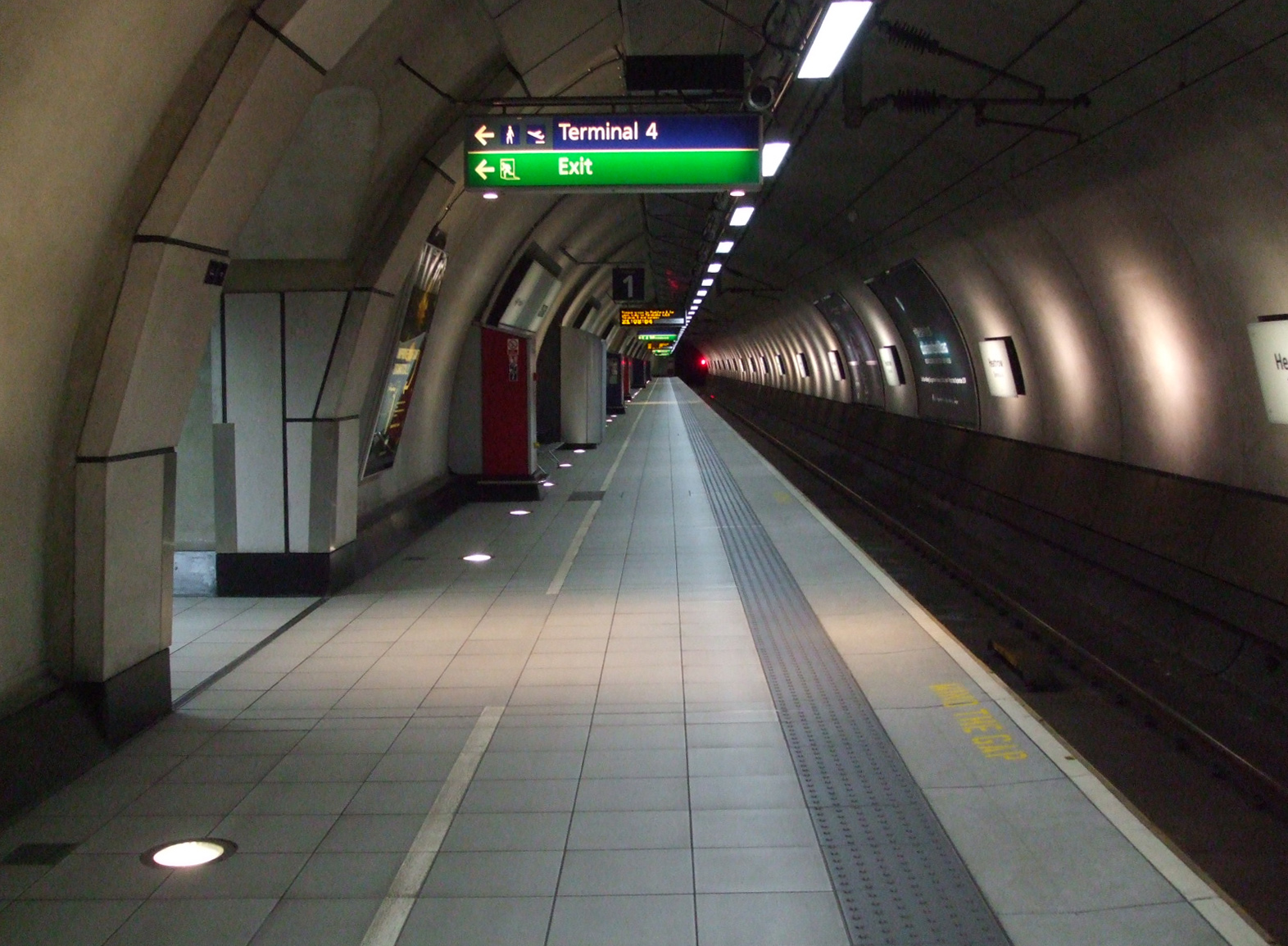
Piattaforma 1 in direzione di Londra